# Зубринка (річка)
Зубринка, Зубрянка — річка в Україні у Бучацькому районі Тернопільської області. Ліва притока річки Бариш (басейн Дністра).

## Опис
Довжина річки приблизно 8,87 км, найкоротша відстань між витоком і гирлом — 7,18  км, коефіцієнт звивистості річки — 1,24 . Формується багатьма струмками.

## Розташування
Бере початок на південно-східній околиці села Бариш. Тече переважно на південний захід через село Зубрець і в селі Порохова на висоті 300 м над рівнем моря впадає в річку Бариш, ліву притоку Дністра.

## Цікаві факти
- У XX столітті на річці існувало декілька газових свердловин[1].